# Памятник Алишеру Навои (Москва)
Памятник Алишеру Навои — скульптурное изображение узбекского поэта, мыслителя и государственного деятеля Алишера Навои (1441—1501). Памятник установлен в Москве в ноябре 2002 года в сквере на Серпуховской площади, выходящем на Садовое кольцо.

## История
Памятник изготовлен в Узбекистане и передан в дар столице России правительством Узбекистана и городской администрацией Ташкента. Авторы монумента — известный узбекский скульптор Равшан Миртаджиев и российские архитекторы Александр Кузьмин и Игорь Воскресенский. 15 августа 2002 года скульптуру самолётом доставили в Москву. 26 ноября состоялась церемония открытия памятника, в которой участвовали участвовали мэр Москвы Юрий Лужков и члены правительства Узбекистана.

## Описание
Памятник Алишеру Навои представляет собой бронзовую фигуру поэта высотой 4,5 метра, которая установлена на высоком гранитном пьедестале. Скульптор Р. Миртаджиев изобразил его облаченным в национальные одежды и вдохновенно читающего свои стихи.